# Экономическая реформа 1957 года в СССР

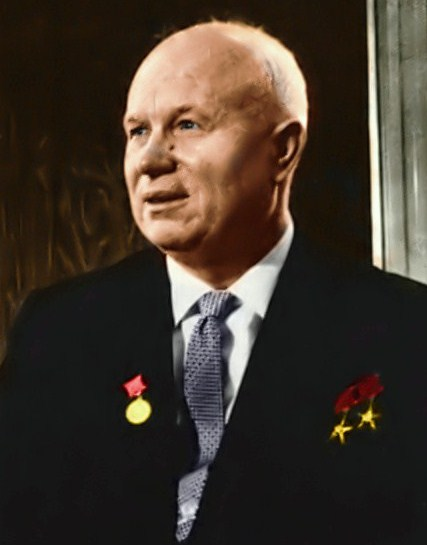
Н. С. Хрущёв, один из инициаторов экономической реформы 1957 года

Экономи́ческая рефо́рма 1957 года в СССР — реформа управления народным хозяйством, осуществлённая в 1957—1965 годах. Характеризовалась заменой централизованной отраслевой системы управления, которая использовалась с середины 1930-х годов, на децентрализованную, территориально распределённую систему, которая в советской литературе получила название «системы управления по территориальному принципу». Связывается с именем первого секретаря ЦК КПСС и (с 1958 года) председателя Совета Министров СССР Н. С. Хрущёва.
Реформа заключалась в делении территории СССР на так называемые «экономические административные районы» с созданием в пределах областей, краёв и республик СССР сети территориальных советов народного хозяйства, в ведение которых были переданы предприятия, ранее находившиеся в подчинении промышленных и агропромышленных министерств. По замыслу инициаторов реформы, децентрализация системы руководства производством позволила бы увеличить его рост, повысить качество продукции, оптимизировать распределение ресурсов, снизить затраты на ремонт техники, улучшить организацию материально-технического снабжения.
Однако короткий период децентрализации в первые годы реформы, направленной на ломку устоявшейся с середины 1930-х годов жёстко централизованной отраслевой системы управления, привёл к разрушению единой технической политики и дезинтеграции экономических связей в промышленности и сельском хозяйстве. Попытка исправить ситуацию путём укрупнения совнархозов и слияния административных экономических районов привела к появлению промежуточных уровней управления в лице республиканских и союзного советов народного хозяйства и отраслевых государственных комитетов. Научно-исследовательские, конструкторские и проектные организации, находившиеся в ведении отраслевых органов управления, оказались оторванными от промышленных предприятий, которые продолжали оставаться в подчинении территориальных органов. Это привело к снижению качества проектирования, строительства и реконструкции предприятий, затормозило внедрение новых технологий, машин и оборудования и, как следствие, привело к снижению качества промышленной продукции.
Данная реформа привела к значительному экономическому спаду. Преобразование системы управления промышленностью из отраслевой в территориальную и эволюция последней в гибридную «производственно-территориальную» систему не смогло устранить фундаментального противоречия между исторически сложившейся системой вертикальной интеграции производства в отраслях промышленности и попыткой управления отраслями по территориальному принципу. 
Проблемы советской экономики продолжали усугубляться, и к 1965 году тенденция централизации возобладала. В рамках экономической реформы 1965 года совнархозы были ликвидированы, и территориально распределённая система управления экономикой посредством совнархозов была заменена на привычную для партийно-хозяйственной номенклатуры жёстко централизованную отраслевую систему управления посредством отраслевых министерств и межотраслевых государственных комитетов.

## История

### Инициация реформы
После смерти И. В. Сталина в 1953 году руководители страны и партии взяли курс на развитие социально ориентированных отраслей экономики — строительства, сельского хозяйства, лёгкой промышленности и производства товаров повседневного спроса. Однако к 1955 году курс на преимущественное развитие производства предметов потребления был отвергнут в пользу опережающего развития тяжелой промышленности. На XX съезде КПСС в 1956 году была принята программа формирования единого народнохозяйственного комплекса СССР. Реализация программы должна была обеспечить непрерывный технический прогресс, быстрый рост производительности труда, развитие стратегически важных отраслей промышленности и, как следствие, повышение уровня жизни советского народа, что должно было вывести СССР на первое место в мире и продемонстрировать преимущество социалистической экономики над капиталистической.
В конце января 1957 года широкому кругу руководителей страны для обсуждения была разослана записка Первого секретаря ЦК КПСС Н. С. Хрущёва об улучшении руководства промышленностью и строительством. Суть записки заключалась в предложении отменить ведомственное подчинение предприятий и отдать их в ведение регионов. Отраслевые министерства за ненадобностью подлежали ликвидации. Предполагалось, что такая реорганизация существенно увеличит рост промышленного производства, повысит качество выпускаемой продукции, ресурсы будут распределяться рациональнее, и проблемы, с которыми столкнулась советская экономика, будут решаться быстрее. Одной из причин появления записки о необходимости децентрализации управления стал нарастающий дефицит бюджета СССР: для покрытия валютных расходов приходилось продавать за рубеж всё больше золота. Идеологической подоплёкой децентрализации было стремление Хрущёва создать «общенародное государство», в котором широкие массы трудящихся были бы вовлечены во все сферы управления, включая производство, где этот курс выразился в децентрализации и дебюрократизации экономики страны. По мнению Хрущёва, существовавшая централизация управления порождала «ряд ненормальных явлений», мешая обществу «прийти в коммунистическое общество, имея такую чрезмерно зацентрализованную систему управления хозяйством».
На пленуме ЦК КПСС, который прошёл в феврале 1957 года, было проведено обсуждение реформы системы управления экономикой. Предложение Хрущёва поддержали первый секретарь ЦК Компартии Узбекистана Н. А. Мухитдинов, председатель Совета Министров Украинской ССР Н. Т. Кальченко, первый секретарь Ленинградского обкома Ф. Р. Козлов, секретарь Московского обкома И. В. Капитонов; против высказались первый заместитель председателя Совета Министров СССР М. Г. Первухин, министр государственного контроля СССР В. М. Молотов, председатель Президиума Верховного Совета СССР К. Е. Ворошилов, первый секретарь ЦК Компартии Украины П. Е. Шелест, председатель Госплана СССР Н. К. Байбаков и его первый заместитель А. Н. Косыгин. Однако мнение Хрущёва возобладало, и на состоявшейся вслед за пленумом партии сессии Верховного Совета СССР единогласно было принято постановление о создании на местах советов народного хозяйства (совнархозов, снх).

### Период децентрализации (1957—1962)
До начала реформы управление промышленностью и строительством осуществлялось посредством отраслевых министерств, в ведении которых в 1957 году находилось более 200 тысяч предприятий. Начало реформы ознаменовалось упразднением 25 из 37 союзных и союзно-республиканских министерств по промышленности и строительству, и передачей находившихся в их ведении предприятий в непосредственное подчинение совнархозов. За оставшимися министерствами сохранялись «функции планирования соответствующих отраслей промышленности и обеспечение высокого технического уровня в развитии производства». Такая же реорганизация была проведена на уровне республик Союза ССР. Государственная Комиссия Совета Министров СССР по перспективному планированию народного хозяйства была преобразована в Государственный плановый комитет Совета Министров СССР (Госплан СССР); вместо упразднённого Государственного комитета Совета Министров СССР по новой технике (Гостехника) образован Государственный научно-технический комитет Совета Министров СССР. Для реализации реформы в СССР были созданы 105 административных экономических районов, 70 из которых приходились на РСФСР. В каждом таком районе функционировал совет народного хозяйства со своими отраслевыми и функциональными управлениями и отделами, где вопросы экономического управления решались применительно к данному экономическому административному району в зависимости от его специализации. В марте 1958 года Хрущёв, оставаясь руководителем партии, также занял пост главы советского правительства, что по мнению руководства страны должно было способствовать продвижению реформы управления народным хозяйством.
Децентрализация управления промышленностью позволила впервые в советской практике государственного управления максимально приблизить органы управления к низовым объектам управления — промышленным предприятиям. Благодаря этому значительно ускорились процессы планирования, согласования, снабжения, строительства и др. Расширились возможности межотраслевой кооперации в границах отдельно взятого административного экономического района, что создавало предпосылки для формирования на территории экономических районов комплексных территориально-производственных систем. Вместе с тем, территориальный подход к управлению промышленностью привёл к нарушению устоявшихся экономических и производственных связей между предприятиями одной отрасли, поскольку предприятия оказались в результате реформы в разных административных экономических районах и подчинены разным совнархозам. Также проявились проблемы, связанные с неравномерностью регионального экономического развития страны. К примеру, северо-западный и центральный районы на территории РСФСР обладали гораздо более развитой промышленной базой — особенно в области судостроения, приборостроения, автостроения, станкостроения, электротехники, электроники, производства стройматериалов, лёгкой и химической промышленности — и квалифицированными кадрами, в том числе управленческими, чем среднеазиатские районы СССР, в экономике которых преобладало сельское хозяйство. По этой причине, менее экономически развитые районы были обречены на хроническое отставание в развитии своих территориально-производственных комплексов.
Первый этап реформы сопровождался пропагандистскими акциями и лозунгами. В январе 1959 года на XXI съезде КПСС было заявлено о «полной и окончательной» победе социализма в СССР и одобрен семилетний план развития народного хозяйства на 1959-65 годы. Планом предусматривалось «догнать и перегнать» капиталистические страны и вывести советскую экономику на первое место в мире по производству продукции на душу населения. На состоявшемся в октябре 1961 года XXII съезде КПСС была представлена новая, третья программа коммунистической партии — программа построения коммунистического общества в СССР. В области экономики программа призывала в течение десяти лет (1961—71) создать материально-техническую базу коммунизма путём электрификации страны, комплексной механизации и массовой автоматизации производства. Предполагалось в течение 20 лет увеличить в 6 раз объём промышленной продукции, за 10 лет повысить в 2 раза производительность труда, а за 20 лет в два раза превысить уровень производительности труда в США.

### Период централизации (1962—1964)
С начала 1960-х годов началось постепенное возвращение привычной для партийно-хозяйственной номенклатуры централизации в системе управления экономикой. Сначала на республиканском уровне были созданы совнархозы союзных республик — РСФСР, Украины, Казахстана. Для координации их деятельности, в ноябре 1962 года был создан Совет народного хозяйства СССР, и затем начался процесс укрупнения местных совнархозов путём слияния экономических административных районов в более крупные экономические районы. В результате укрупнения число таких районов сократилось со 105 до 43. Укрупнение совнархозов вызвало цепную реакцию изменений в других элементах системы управления. В частности, была реорганизована система экономического планирования, в результате чего на местах появились региональные советы по координации и планированию производственной деятельности. Также были образованы производственные колхозно-совхозные управления. В марте 1963 года при Совете министров СССР был создан Высший совет народного хозяйства Совета Министров СССР (ВСНХ СССР), на который возложили роль «высшего государственного органа … для решения вопросов, связанных с работой промышленности и строительством, и обеспечения успешного выполнения государственных планов». Для проведения единой технической политики, вместо упразднённых промышленных министерств были образованы государственные производственные комитеты — отраслевые органы управления, которые сосредоточили в своем ведении научно-исследовательские, конструкторские и проектные организации, обслуживающие производственные потребности подведомственных совнархозам предприятий. К середине 1960-х годов, вопреки изначально намеченной программе, тенденция централизованного отраслевого управления экономикой страны фактически одержала верх. При этом деградация территориальной системы управления вследствие внедрения в неё привычного для советской экономики отраслевого принципа управления подкреплялось демагогическими рассуждениями теоретиков государственного управления о рождении нового управленческого стиля, якобы органично сочетающего в себе элементы централизации и децентрализации:
Налицо новый этап во взаимодействии производственного и территориального принципов ... Вместо руководства отраслью во всем объёме управленческих функций одним органом складывается система различных органов — в пределах одной отрасли. Причём здесь существует не механическое разделение функций между различными органами. Речь идёт об аккумуляции путём территориального признака (например, в виде совнархозов) всей полноты прав оперативного руководства на местах и путём функционально-отраслевого признака (через государственные комитеты и т. п.) — укрепления централизованных функций планирования, технического руководства и т. п., призванных обеспечить единство и целостность в развитии отдельных отраслей народного хозяйства ... В результате в целом сочетание территориального и отраслевого «разрезов» в планировании и управлении народным хозяйством становится ещё более органичным.
Реформы органов управления экономикой сопровождались реорганизацией административно-территориального деления СССР и перестройкой деятельности местных партийных и советских органов. В ноябре 1962 года пленум ЦК КПСС принял решение о разделении партийных органов на промышленные и сельскохозяйственные. Предполагалось, что такое разделение позволит улучшить партийное руководство деятельностью предприятий в условиях территориальной системы управления промышленностью, сформированной экономической реформой. В результате этих преобразований в каждом административном районе страны удвоилось количество местных партийных и советских органов — одни занимались вопросами промышленности, другие — сельского хозяйства; при этом вмешательство партийных органов в систему экономического управления привело к фактической подмене советских органов партийными.

### Свёртывание реформы (1964—1965)
Преобразования, направленные на внедрение в территориальную систему управления элементов отраслевой координации и централизации, не смогли устранить фундаментального противоречия между вертикальной отраслевой организацией производства в СССР, корни которой уходили в сформированную десятилетиями жестко централизованную отраслевую систему управления, и попыткой территориального, внеотраслевого управления производством, которая была предпринята в ходе реализации реформы 1957 года. К середине 1960-х годов система управления из территориальной превратилась в территориально-отраслевую, что усугубило её недееспособность. Бессилие совнархозов решить экономические проблемы Советского Союза стало очевидным.
14 октября 1964 года Хрущёв — главный инициатор и сторонник реформы — был отстранён от руководства партией и правительством с формулировкой «по состоянию здоровья». Спустя год после этого, в сентябре 1965 года, состоялся пленум ЦК КПСС, на котором было заявлено о том, что «управление промышленностью по территориальному принципу, несколько расширив возможности межотраслевой специализации и кооперирования промышленного производства в пределах экономических районов, привело к сдерживанию развития отраслевой специализации и производственных связей между предприятиями, находящимися в разных экономических районах, отдалило науку от производства, привело к раздробленности и многоступенчатости руководства отраслями промышленности». Участники пленума приняли решение о необходимости возврата к управлению промышленностью по отраслевому принципу. По результатам обсуждения реализации реформы на пленуме было выпущено постановление, в котором традиционным для программных партийно-советских документов хвалебным тоном были отмечено то, что «советский народ под руководством Коммунистической партии добился больших успехов в коммунистическом строительстве» и перечислены высокие экономические результаты, достигнутые за период с 1960 по 1965 годы; кратко обозначены проблемы, с которыми столкнулась попытка реформирования системы управления промышленностью; сделано заключение о том, что «дальнейшее развитие промышленности … и повышение эффективности общественного производства требуют улучшения управления промышленностью». Спустя несколько дней Верховный совет СССР выпустил соответствующий закон, предусматривавший упразднение системы совнархозов и восстановление системы управления посредством отраслевых министерств.

## Причины провала реформы
Практика децентрализованного управления советской экономикой посредством совнархозов себя не оправдала по нескольким причинам. Главной причиной было то, что, несмотря на коренную структурную реорганизацию сложившейся централизованной системы управления, реформа затрагивала не сущность, а только форму этой системы. Система управления экономикой продолжала оставаться по своей природе командно-административной (решения об объёмах производства, ценах и расходах того или иного продукта принимало либо правительство, либо совнархозы, а не определялось рыночной необходимостью, то есть соотношением спроса и предложения); при этом ответственность за экономическое развитие страны была переложена с центральных на местные органы государственной власти и управления. В условиях централизованного государственного планирования и отсутствия рыночных механизмов и стимулов, реформа быстро привела к дезинтеграции советской экономики, в основе которой лежала жесткая вертикальная организация производства, включавшая интеграцию науки, профессионального обучения, планирования, производства и распределения его продуктов. Советский партийный и государственный деятель В. В. Гришин впоследствии отмечал, что результатом реформы стало нарушение сложившихся многими десятилетиями производственных, отраслевых и межотраслевых связей; по этой причине в развитии народного хозяйства появились большие диспропорции.

## Итоги реформы
Реформа 1957 года не принесла желаемых результатов и закончилась возвращением к централизованной системе управления промышленностью. Реформа также не смогла решить проблему роста расходования золотого запаса страны. В период с 1953 по 1965 годы через Моснарбанк правительство СССР реализовало свыше 3 тысяч тонн золота. Если в 1953 году на покупку продовольствия за рубежом было потрачено 250—300 тонн золота, то в 1963—1964 годы, когда реформа набрала полную силу, продажа золота составила 1244 тонны. Проведенная в 1961 году денежная реформа привела к девальвации рубля. В 1962 году начались перебои со снабжением населённых пунктов промышленными товарами и продуктами питания.
Повышение розничных цен на мясо, мясные продукты и сливочное масло вместе с ухудшением условий труда вызвали волну забастовок и выступлений трудящихся в Краснодаре, Риге, Киеве, Челябинске, Ленинграде, Омске, Кемерове, Донецке, Артемьевске, Краматорске. Подавление забастовки рабочих в Новочеркасске в 1962 году сопровождалось применением огнестрельного оружия и закончилось арестами и уголовным преследованием забастовщиков.
Темпы роста промышленности и сельского хозяйства продолжали снижаться. Особенно острое замедление роста наблюдалось в сельском хозяйстве, где вместо запланированных 70 %, рост сельскохозяйственного производства к 1965 году составил всего 15 %. Освоение целины превратило Советский Союз в экспортёра пшеницы в середине 1950-х годов. Однако вызванное засухами, пыльными бурями, а также неграмотным использованием некоторых земель в южных регионах, ввиду их особенности, привело к катастрофическому падению урожайности целинных земель. После этого руководство СССР впервые в истории страны решилось на закупку миллионов тонн зерна за границей. В 1963 году за границей было закуплено 12,1 миллионов тонн пшеницы, в 1964 году — 50 тыс. тонн риса, в 1965 — 90 тыс. тонн соевых бобов, что обошлось государству в сумму более 1 миллиарда долларов США. В целом не была решена проблема нехватки и качества товаров народного потребления. В 1962 году только 5,3 % советских семей имели холодильники (для сравнения, в США — 98,3 %).
Положительным результатом реформы были внушительные по сравнению с экономически развитыми странами количественные экономические показатели. В частности, к 1965 году национальный доход СССР увеличился на 53 % по сравнению с 1958 годом, производственные фонды выросли на 91 %, производство промышленной продукции — на 84 %. Реальные доходы населения выросли на одну треть. Были введены зарплаты и пенсии колхозникам. За счёт строительства зданий из крупных панелей заводского производства жилой фонд увеличился на 40 %. В период с 1950 по 1964 годы площадь жилья увеличилась в 2,3 раза. Российский историк В. А. Красильщиков так оценил экономические достижения того периода:
Хрущевское десятилетие — один из самых важных периодов в истории России/СССР XX века с точки зрения модернизации. Никогда на протяжении XVIII–XX веков разрыв между Россией/СССР и Западом не был так мал, как в эти годы.
Практический опыт территориального управления экономикой был использован для уточнения и развития теории формирования территориально-производственных комплексов, основы которой были заложены советским экономистом Н. Н. Колосовским. В ходе реализации реформы наглядно проявились системные недостатки советской экономики и методов планирования и управления, которые тормозили рост производительности труда в народном хозяйстве. Это стимулировало общесоюзную экономическую дискуссию в 1962—1964 годы, которая в 1965 году вылилась в Косыгинскую реформу.